# 3-тя танкова армія (СРСР)
Тре́тя та́нкова а́рмія (3 ТА) — танкова армія у складі Збройних сил СРСР з 25 травня 1942 по 26 квітня 1943.

## Історія
Сформована 25 травня 1942 року з 58-ї армії. 27 квітня 1943 року переформована на 57-му армію.

## Командування
- Командувачі:
  - генерал-лейтенант Романенко П. Л. (25 травня — вересень 1942),
  - генерал-майор, з січня 1943 генерал-лейтенант Рибалко П. С. (вересень 1942 — 26 квітня 1943).